# Gavin Schmitt
Gavin Charles Schmitt (Grande Prairie, 27 gennaio 1986) è un pallavolista canadese.
Gioca nel ruolo di opposto.

## Carriera

### Club
La carriera di Gavin Schmitt inizia nei campionati universitari canadesi col Red Deer e poi con la Saskatchewan, nel CIS Championship. Nella stagione 2007-08 inizia la carriera professionistica nell'Ethnikos Alexandroupolīs, squadra dell'A1 Ethnikī greca. Nella stagione seguente viene ingaggiato dall'Arago de Sète, nella Pro A francese.
Nel campionato 2009-10 inizia un sodalizio di ben tre annate coi Samsung Bluefangs nella V-League sudcoreana, vincendo tre scudetti ed una Coppa KOVO. Durante la permanenza nella V-League raccoglie un notevole numero di riconoscimenti individuali e stabilisce due record: nella stagione 2010-11 realizza il nuovo record mondiale di punti realizzati in una sola partita, mettendone a segno 57; la stagione successiva ritocca il record realizzandone 58..
Nella stagione 2012-13 viene ingaggiato dall'Iskra Odincovo nella Superliga russa; nel corso della stagione stabilisce il record di punti realizzati in un match del campionato russo, realizzandone 41 nella prima giornata della regular season.
Nelle due stagioni successive gioca invece nell'Arkas, squadra della Voleybol 1. Ligi turca, aggiudicandosi lo scudetto 2014-15 da assoluto protagonista, venendo premiato come miglior giocatore, realizzatore, attaccante e servizio del torneo. Per il campionato 2015-16 si trasferisce alla Funvic nella Superliga Série A brasiliana. Nel campionato seguente è invece in Polonia, dove disputa la Polska Liga Siatkówki con l'Asseco Resovia.
Nella stagione 2017-18 passa ai Toray Arrows, nella V.Premier League giapponese; nella stagione successiva fa ritorno nella Volley League greca, vestendo la maglia dell'Olympiakos, conquistando lo scudetto e la Coppa di Lega.
Per il campionato 2019-20 viene selezionato attraverso un draft dal KEPCO Vixtorm, tornando così a giocare nella V-League.

### Nazionale
Nel 2007 debutta nella  nazionale canadese, con cui un anno è finalista alla Coppa panamericana, ricevendo il premio di miglior attaccante, ripetendo lo stesso risultato nel 2009, quando riceve il premio di miglior realizzatore.
Nel 2011 si classifica al terzo posto sia alla Coppa Panamericana, dove riceve i premi di miglior realizzatore e miglior attaccante, che al campionato nordamericano, torneo nel quale nel 2013 conquista la medaglia d'argento. In seguito conquista la medaglia d'oro alla NORCECA Champions Cup 2015 e quella di bronzo ai XVII Giochi panamericani, venendo premiato come miglior realizzatore e miglior servizio.
Nel 2016, dopo aver partecipato ai Giochi della XXXI Olimpiade di Rio de Janeiro, annuncia il suo ritiro dalla nazionale canadese.

## Palmarès

### Club
- Campionato sudcoreano: 3

2009-10, 2010-11, 2011-12
- Campionato turco: 1

2014-15
- Campionato greco: 1

2018-19
- Coppa KOVO: 1

2009
- Coppa di Lega: 1

2018-19
- V.League Top Match: 1

2010

### Nazionale (competizioni minori)
- Coppa Panamericana 2008
- Coppa Panamericana 2009
- Coppa Panamericana 2011
- NORCECA Champions Cup 2015

### Premi individuali
- 2008 - Coppa panamericana: Miglior attaccante
- 2009 - Coppa panamericana: Miglior realizzatore
- 2009 - V-League: MVP di dicembre
- 2010 - V-League: MVP Regular season
- 2010 - V-League: MVP All-Star Game
- 2010 - V-League: MVP della finale
- 2010 - V-League: Miglior realizzatore
- 2010 - V-League: Miglior attaccante
- 2010 - V-League: Miglior servizio
- 2011 - V-League: MVP della finale
- 2011 - V-League: MVP All-Star Game
- 2011 - V-League: Miglior realizzatore
- 2011 - Coppa panamericana: Miglior realizzatore
- 2011 - Coppa panamericana: Miglior attaccante
- 2012 - V-League: MVP Regular season
- 2012 - V-League: MVP della finale
- 2012 - V-League: MVP 1º round
- 2012 - V-League: Miglior realizzatore
- 2012 - V-League: Miglior attaccante
- 2015 - Voleybol 1. Ligi: MVP
- 2015 - Voleybol 1. Ligi: Miglior realizzatore
- 2015 - Voleybol 1. Ligi: Miglior attaccante
- 2015 - Voleybol 1. Ligi: Miglior servizio
- 2015 - Giochi panamericani: Miglior realizzatore
- 2015 - Giochi panamericani: Miglior servizio